# Gongropteryx negrina
Gongropteryx negrina là một loài bướm đêm trong họ Geometridae.